# Morti il 5 agosto
| Questa pagina contiene informazioni ricavate automaticamente dalle voci biografiche con l'ausilio del template Bio e di un bot. L'aggiornamento è periodico e automatico e ricostruisce completamente la pagina. Se manca una persona in questa lista, sei pregato di non aggiungerla, ma accertati piuttosto che la sua voce biografica contenga il template Bio e che i dati anagrafici siano correttamente compilati. Se il template Bio manca, inseriscilo tu stesso o, in alternativa, metti l'avviso {{tmp\|Bio}} che ne segnala la mancanza. Se i dati riportati sono sbagliati, correggi direttamente la voce biografica; le modifiche saranno visibili in questa lista entro pochi giorni. Per chiarimenti vedi il progetto biografie. La lista contiene solo le 517 persone che sono citate nell'enciclopedia e per le quali è stato implementato correttamente il template Bio. Pagina aggiornata al 13 ago 2025. |

## IV secolo(2)
- 346 - Paride di Teano, vescovo e santo romano
- 374 - Nonna di Nazianzo, santa bizantina

## VII secolo(1)
- 642 - Eowa, re

## VIII secolo(1)
- 764 - Abele di Reims, monaco cristiano e arcivescovo cattolico scozzese

## IX secolo(1)
- 882 - Luigi III di Francia, re

## X secolo(2)
- 917 - Eutimio di Costantinopoli, vescovo e teologo bizantino
- 997 - Sabuktigin di Ghazna, emiro e militare turco (n. 942)

## XI secolo(1)
- 1063 - Gruffydd ap Llywelyn, sovrano gallese

## XII secolo(3)
- 1157 - Teodorico VI d'Olanda, conte
- 1177 - Sancha di León e Castiglia, regina spagnola (n. 1139)
- 1191 - Rodolfo di Zähringen, arcivescovo cattolico tedesco (n. 1135)

## XIII secolo(2)
- 1212 - Giovanni da Palazzo, vescovo cattolico italiano
- 1291 - Berardo Berardi, cardinale italiano

## XIV secolo(6)
- 1338 - Bernabò Malaspina, vescovo cattolico italiano (n. 1274)
- 1350 - Cecco da Pesaro, religioso italiano
- 1364 - Kōgon, imperatore giapponese (n. 1313)
- 1375 - Raimondo del Balzo, nobile italiano
- 1388 - Antonio della Scala, politico e militare italiano (n. 1363)
- 1388 - James Douglas, II conte di Douglas, nobile scozzese

## XV secolo(9)
- 1415 - Riccardo Plantageneto, III conte di Cambridge, conte (n. 1375)
- 1415 - Henry Scrope di Masham, nobile britannico
- 1416 - Paolo Orsini, nobile e condottiero italiano (n. 1369)
- 1442 - Ugo di Lusignano, cardinale e arcivescovo cattolico cipriota
- 1447 - John Holland, II duca di Exeter, nobile e militare inglese (n. 1395)
- 1456 - Angelo Maccagnino, pittore italiano
- 1458 - Luca degli Albizi, politico e mercante italiano (n. 1382)
- 1483 - Joost de Lalaing, nobile e militare olandese (n. 1437)
- 1490 - Gabriele Paveri Fontana, umanista e letterato italiano (n. 1420)

## XVI secolo(13)
- 1501 - Juan López, cardinale e arcivescovo cattolico spagnolo (n. 1454)
- 1507 - Niccolò Maria d'Este, vescovo cattolico italiano
- 1512 - Costanzo II Sforza, nobile italiano (n. 1510)
- 1517 - Kaspar von Silenen, ufficiale svizzero (n. 1467)
- 1537 - Paolo Emilio Cesi, cardinale italiano (n. 1481)
- 1538 - Shimun VI, vescovo cristiano orientale siro
- 1558 - Pietro Tagliavia d'Aragona, cardinale e arcivescovo cattolico italiano (n. 1499)
- 1566 - Martín Pérez de Ayala, arcivescovo cattolico spagnolo (n. 1503)
- 1571 - Giannotto Castiglioni, militare italiano
- 1572 - Giulio Cesare Borromeo, nobile e condottiero italiano (n. 1517)
- 1579 - Stanislao Osio, vescovo cattolico e cardinale polacco (n. 1504)
- 1594 - Eleonora d'Austria, duchessa (n. 1534)
- 1600 - John Ruthven, III conte di Gowrie, nobile scozzese

## XVII secolo(17)
- 1610 - Alonso García de Ramón, militare spagnolo
- 1611 - Girolamo Bernerio, cardinale italiano (n. 1540)
- 1627 - Pedro González del Castillo, vescovo cattolico spagnolo (n. 1562)
- 1629 - Damat Halil Pascià, politico e militare ottomano (n. 1570)
- 1630 - Ferrante II Gonzaga, nobile italiano (n. 1563)
- 1630 - Antonio Tempesta, pittore e incisore italiano (n. 1555)
- 1633 - George Abbot, arcivescovo anglicano inglese (n. 1562)
- 1646 - Carlo Andrea Caracciolo, II marchese di Torrecuso, nobile e militare italiano (n. 1583)
- 1658 - Gundacaro del Liechtenstein, principe, militare e diplomatico (n. 1580)
- 1661 - Cornelis Janssens van Ceulen, pittore olandese
- 1668 - Antonio Annibale Nasini, pittore italiano (n. 1631)
- 1675 - Brynjólfur Sveinsson, vescovo luterano islandese (n. 1605)
- 1678 - Gianfrancesco Morosini, patriarca cattolico italiano (n. 1604)
- 1692 - Anton Nuck, medico olandese (n. 1650)
- 1695 - Miklós Antal Esterházy, vescovo cattolico ungherese (n. 1655)
- 1697 - Jean de Santeul, poeta francese (n. 1630)
- 1698 - Johann Philipp Bettendorff, gesuita, missionario e pittore lussemburghese (n. 1625)

## XVIII secolo(33)
- 1704 - Daniele Dolfin, cardinale e arcivescovo cattolico italiano (n. 1653)
- 1706 - Marzio Erculei, presbitero, musicista e cantante italiano (n. 1627)
- 1708 - Geneviève Boullogne, pittrice francese (n. 1645)
- 1708 - Jan Moninckx, pittore, disegnatore e decoratore olandese
- 1713 - Teresa del Po, pittrice, incisore e miniaturista italiana (n. 1649)
- 1715 - Francesco Nomis di Valfenera e Castelletto, politico italiano (n. 1641)
- 1716 - Silahdar Damat Ali Pascià, militare ottomano (n. 1667)
- 1720 - Anne Finch, poetessa britannica (n. 1661)
- 1727 - Johannes Bronkhorst, incisore, pittore e disegnatore olandese (n. 1648)
- 1729 - Thomas Newcomen, inventore inglese (n. 1663)
- 1729 - Anselmo de la Peña, vescovo cattolico spagnolo (n. 1645)
- 1739 - Federico Bernardo del Palatinato-Birkenfeld-Gelnhausen, nobile tedesco (n. 1697)
- 1743 - John Hervey, II barone Hervey, nobile, politico e scrittore inglese (n. 1696)
- 1745 - Akinfij Nikitič Demidov, imprenditore russo (n. 1678)
- 1748 - Alessandro Galli da Bibbiena, architetto, pittore e scenografo italiano (n. 1686)
- 1748 - Domenico Zanatta, compositore e violinista italiano
- 1752 - Cosmo Gordon, III duca di Gordon, nobile scozzese (n. 1720)
- 1753 - Johann Gottfried Auerbach, pittore e incisore austriaco (n. 1697)
- 1754 - James Gibbs, architetto e teorico dell'architettura scozzese (n. 1682)
- 1757 - Antoine Pesne, pittore francese (n. 1683)
- 1760 - Eugénio dos Santos, architetto e ingegnere portoghese (n. 1711)
- 1764 - Giovanni Battista Peregrini Albrici, vescovo cattolico italiano (n. 1711)
- 1783 - Francesco Serao, medico, fisico e geologo italiano (n. 1702)
- 1787 - François Francœur, compositore, direttore d'orchestra e violinista francese (n. 1698)
- 1787 - Marianne Santini Fabri, scrittrice e poetessa italiana (n. 1715)
- 1789 - Biagio Bellotti, pittore, architetto e organista italiano (n. 1714)
- 1792 - Frederick North, nobile e politico inglese (n. 1732)
- 1792 - Francesco Tirelli, abate italiano (n. 1719)
- 1794 - Gregorio Anton Maria Salviati, cardinale italiano (n. 1727)
- 1795 - William Fleming, politico e militare statunitense (n. 1729)
- 1796 - Martial Beyrand, generale francese (n. 1768)
- 1799 - Richard Howe, I conte Howe, ammiraglio britannico (n. 1726)
- 1800 - Johann Georg Büsch, statistico, educatore e attivista tedesco (n. 1728)

## XIX secolo(63)
- 1802 - Richard Grosvenor, I conte Grosvenor, nobile e politico inglese (n. 1731)
- 1807 - Jeanne Baret, esploratrice francese (n. 1740)
- 1807 - José Joaquín Romero y Fernández de Landa, ammiraglio e ingegnere spagnolo (n. 1735)
- 1812 - Lorenzo Pignotti, poeta e storico italiano (n. 1739)
- 1819 - Antonio González de Balcarce, militare e politico argentino (n. 1774)
- 1822 - Pierre-François Bouchard, ufficiale francese (n. 1771)
- 1830 - Karl Friedrich Horn, organista, compositore e musicologo tedesco (n. 1762)
- 1830 - Pio Brunone Lanteri, presbitero italiano (n. 1759)
- 1831 - Sébastien Érard, cembalaro e imprenditore francese (n. 1752)
- 1832 - Demetrio Ypsilanti, patriota e generale greco (n. 1793)
- 1834 - Gijsbert Karel van Hogendorp, politico olandese (n. 1762)
- 1836 - Diego Zannandreis, scrittore italiano (n. 1768)
- 1839 - Bhimsen Thapa, politico nepalese (n. 1775)
- 1843 - Jean-Jacques Blanpain, astronomo francese (n. 1777)
- 1843 - Bosquier-Gavaudan, attore teatrale e commediografo francese (n. 1776)
- 1843 - Nikolaj Nikolaevič Raevskij, nobile e generale russo (n. 1801)
- 1848 - Nicola Vaccaj, compositore e insegnante italiano (n. 1790)
- 1850 - Pietro De Rossi di Santarosa, avvocato, politico e scrittore italiano (n. 1805)
- 1852 - František Ladislav Čelakovský, poeta ceco (n. 1799)
- 1854 - Navekimisal Hanim, principessa (n. 1827)
- 1854 - Horace de Rilliet, viaggiatore, scrittore e chirurgo svizzero (n. 1824)
- 1856 - Robert Lucas de Pearsall, compositore britannico (n. 1795)
- 1858 - Alexis Soyer, cuoco e scrittore francese (n. 1810)
- 1858 - Johann Anton Weinmann, botanico tedesco (n. 1782)
- 1862 - Félix de Muelenaere, politico belga (n. 1793)
- 1867 - John C. Bennett, medico statunitense (n. 1804)
- 1867 - Vincenzo Navarro, poeta italiano (n. 1800)
- 1868 - Luigi Mazzucchelli, generale italiano (n. 1776)
- 1869 - Antoine Charma, filosofo, archeologo e paleografo francese (n. 1801)
- 1869 - Lauretta Cipriani, patriota italiana (n. 1795)
- 1870 - Wilhelm Radziwiłł, nobile e generale polacco (n. 1797)
- 1872 - Michele Bertolami, poeta, politico e avvocato italiano (n. 1815)
- 1872 - Charles-Eugène Delaunay, astronomo e matematico francese (n. 1816)
- 1873 - Ernesto Rayper, pittore e incisore italiano (n. 1840)
- 1875 - William Bayle Bernard, drammaturgo e critico teatrale inglese (n. 1807)
- 1877 - Giuseppe Curci, compositore e direttore d'orchestra italiano (n. 1808)
- 1877 - Gustavo di Vasa, principe svedese (n. 1799)
- 1877 - Luigi Legnani, chitarrista e compositore italiano (n. 1790)
- 1878 - Gioacchino II di Costantinopoli, arcivescovo ortodosso greco (n. 1802)
- 1878 - Giovanni Pagliarini, pittore italiano (n. 1809)
- 1879 - Maria de Pilar di Borbone-Spagna, nobile spagnola (n. 1861)
- 1879 - Agostino Pieri, fantino italiano (n. 1837)
- 1880 - Ferdinand von Hebra, dermatologo austriaco (n. 1816)
- 1880 - William Henry Giles Kingston, scrittore britannico (n. 1814)
- 1880 - Ludwig Binswanger, psichiatra svizzero (n. 1820)
- 1881 - Coda Chiazzata, condottiero nativo americano (n. 1823)
- 1885 - Federico Garelli, commediografo italiano (n. 1827)
- 1886 - Theodoros G. Orphanides, botanico greco (n. 1817)
- 1888 - Anna Haining Bates, circense canadese (n. 1846)
- 1888 - Émile Eudes, politico e militare francese (n. 1843)
- 1888 - Philip Henry Sheridan, generale statunitense (n. 1831)
- 1889 - Fanny Lewald, scrittrice e saggista tedesca (n. 1811)
- 1889 - Lisiade Pedroni, patriota, politico e banchiere italiano (n. 1830)
- 1891 - Henry Litolff, pianista, compositore e editore musicale tedesco (n. 1818)
- 1893 - James Pierpont, compositore e cantautore statunitense (n. 1822)
- 1894 - Giovanni Muzzioli, pittore italiano (n. 1854)
- 1895 - Friedrich Engels, filosofo, sociologo e economista tedesco (n. 1820)
- 1896 - Domenico Laboccetta, violoncellista e cantante italiano (n. 1823)
- 1897 - Alessandro Besana, politico italiano (n. 1814)
- 1897 - Albert Marth, astronomo tedesco (n. 1828)
- 1898 - Giuseppe Ronco, vescovo cattolico italiano (n. 1825)
- 1899 - Ľudovít Maróthy, scrittore e pastore protestante slovacco (n. 1863)
- 1900 - James Augustine Healy, vescovo cattolico statunitense (n. 1830)

## XX secolo(215)
- 1901 - Vittoria di Sassonia-Coburgo-Gotha, principessa inglese (n. 1840)
- 1904 - James Taylor Lewis, politico e avvocato statunitense (n. 1819)
- 1904 - Karl Weigert, patologo tedesco (n. 1845)
- 1908 - Pietro Mallegori, ingegnere italiano (n. 1858)
- 1908 - Walery Wroblewski, militare bielorusso (n. 1836)
- 1909 - Miguel Antonio Caro, scrittore e politico colombiano (n. 1843)
- 1909 - Pietro Vasta, medico e politico italiano (n. 1872)
- 1910 - Julius Petersen, matematico danese (n. 1839)
- 1911 - Anton Josef Gruscha, cardinale e arcivescovo cattolico austriaco (n. 1820)
- 1914 - Jules Lemaître, scrittore francese (n. 1853)
- 1915 - Carlo Del Greco, marinaio e militare italiano (n. 1873)
- 1915 - Melville Stewart, attore e regista teatrale inglese (n. 1869)
- 1916 - Kyriakoulis Mavromichalis, politico greco (n. 1850)
- 1918 - Peter Strasser, dirigibilista tedesco (n. 1876)
- 1921 - Dīmītrios Rallīs, politico greco (n. 1844)
- 1922 - Tommy McCarthy, giocatore di baseball statunitense (n. 1863)
- 1923 - Joseph W. Abbott, compositore di scacchi britannico (n. 1840)
- 1923 - Vatroslav Jagić, slavista austro-ungarico (n. 1838)
- 1923 - Candace Wheeler, designer, artista e attivista statunitense (n. 1827)
- 1924 - Marie-Louis Damotte, schermidore francese (n. 1858)
- 1924 - Paul Gottereau, architetto francese (n. 1843)
- 1924 - George Majeroni, attore australiano (n. 1877)
- 1924 - Nikolaj Vasil'evič Orlov, pittore russo (n. 1863)
- 1924 - Teodor Teodorov, politico bulgaro (n. 1859)
- 1925 - Jennie Lee, attrice statunitense (n. 1848)
- 1925 - Georges Palante, sociologo, filosofo e insegnante francese (n. 1862)
- 1929 - Millicent Garrett Fawcett, scrittrice e attivista britannica (n. 1847)
- 1929 - António Mendes Bello, cardinale e patriarca cattolico portoghese (n. 1842)
- 1930 - Pilade Del Buono, imprenditore e politico italiano (n. 1852)
- 1931 - Ullrich Haupt, attore tedesco (n. 1887)
- 1931 - Ma Qi, generale e politico cinese (n. 1869)
- 1932 - John D. Batten, pittore, illustratore e incisore britannico (n. 1860)
- 1932 - John Paul Goode, cartografo statunitense (n. 1862)
- 1932 - Israël Querido, scrittore olandese (n. 1872)
- 1935 - Johannes Thiele, zoologo tedesco (n. 1860)
- 1936 - Georges Caussade, pedagogo e compositore francese (n. 1873)
- 1936 - Salvi Huix i Miralpeix, vescovo cattolico spagnolo (n. 1877)
- 1936 - Mario Nicola, calciatore, mezzofondista e giornalista italiano (n. 1882)
- 1936 - Gabino Olaso Zabala, presbitero spagnolo (n. 1869)
- 1936 - Fred E. Wright, regista inglese (n. 1871)
- 1939 - Charles Du Bos, scrittore e critico letterario francese (n. 1882)
- 1939 - Alberto Pollera, militare e antropologo italiano (n. 1873)
- 1940 - Frederick Cook, esploratore e medico statunitense (n. 1865)
- 1940 - Dmytro Ivanovyč Javornyc'kyj, storico, archeologo e etnografo ucraino (n. 1855)
- 1940 - Talbot Mundy, scrittore britannico (n. 1879)
- 1941 - Leo Deutsch, rivoluzionario russo (n. 1855)
- 1941 - Barnett Parker, attore britannico (n. 1886)
- 1942 - Sidney Bracey, attore australiano (n. 1877)
- 1942 - Aminto Caretto, ufficiale italiano (n. 1893)
- 1942 - Julien Lootens, ciclista su strada e pistard belga (n. 1876)
- 1943 - William Anderson, crickettista britannico (n. 1859)
- 1943 - Giovanni Bonetto, militare italiano (n. 1919)
- 1943 - Cato Bontjes van Beek, antifascista tedesca (n. 1920)
- 1943 - Eva-Maria Buch, attivista tedesca (n. 1921)
- 1943 - Eudo Giulioli, militare italiano (n. 1913)
- 1943 - Ursula Goetze, antifascista tedesca (n. 1916)
- 1943 - Anna Krauss, antifascista tedesca (n. 1884)
- 1943 - Adam Kuckhoff, scrittore, giornalista e drammaturgo tedesco (n. 1887)
- 1943 - Ingeborg Kummerow, antifascista tedesca (n. 1912)
- 1943 - John Norton, numismatico e politico britannico (n. 1855)
- 1943 - Hilde Rake, antifascista tedesca (n. 1909)
- 1943 - Rose Schlösinger, insegnante tedesca (n. 1907)
- 1943 - Oda Schottmüller, danzatrice, scultrice e antifascista tedesca (n. 1905)
- 1943 - Maria Terwiel, antifascista tedesca (n. 1910)
- 1943 - Liane Berkowitz, antifascista tedesca (n. 1923)
- 1944 - Alvaro Bari, aviatore e partigiano italiano (n. 1917)
- 1944 - Michele Arcangelo De Palo, partigiano italiano (n. 1915)
- 1944 - Giorgio Gherlenda, militare e partigiano italiano (n. 1920)
- 1944 - Guglielmo Jervis, antifascista e ingegnere italiano (n. 1901)
- 1944 - Enji Kakimoto, aviatore e militare giapponese (n. 1920)
- 1944 - Jędrzej Moraczewski, politico polacco (n. 1870)
- 1946 - Wilhelm Marx, politico tedesco (n. 1863)
- 1947 - Victor Roelens, vescovo cattolico e missionario belga (n. 1858)
- 1948 - James Aloysius Griffin, vescovo cattolico statunitense (n. 1883)
- 1948 - Montagu Toller, crickettista britannico (n. 1871)
- 1949 - Ernest Fourneau, chimico e farmacologo francese (n. 1872)
- 1949 - Gaetano Paternò di Manchi di Bilici, nobile e diplomatico italiano (n. 1879)
- 1950 - Emil Abderhalden, biochimico svizzero (n. 1877)
- 1950 - Carlo Alessandro Conighi, ingegnere italiano (n. 1853)
- 1950 - Ramón Platero, allenatore di calcio uruguaiano (n. 1894)
- 1950 - Jack Sibbit, pistard britannico (n. 1895)
- 1950 - Roza Tamarkina, pianista sovietica (n. 1920)
- 1951 - Camillo de Nardis, compositore italiano (n. 1857)
- 1952 - Sameera Moussa, fisica egiziana (n. 1917)
- 1952 - Francis Pegahmagabow, militare, politico e attivista nativo americano (n. 1891)
- 1953 - Sven Johansson, canoista svedese (n. 1912)
- 1954 - Guido Segrè, ammiraglio italiano (n. 1871)
- 1955 - Suzan Ball, attrice statunitense (n. 1934)
- 1955 - Coenraad V. Bos, pianista olandese (n. 1875)
- 1955 - Carmen Miranda, cantante, attrice e ballerina portoghese (n. 1909)
- 1955 - Gino de Finetti, pittore, illustratore e grafico italiano (n. 1877)
- 1956 - Emilio Badini, calciatore argentino (n. 1897)
- 1956 - Harald Smedvik, ginnasta norvegese (n. 1888)
- 1957 - Grigorij Bogemskij, calciatore russo (n. 1895)
- 1957 - Heinrich Otto Wieland, chimico tedesco (n. 1877)
- 1958 - Carl Westergren, lottatore svedese (n. 1895)
- 1959 - Frank Godwin, illustratore e fumettista statunitense (n. 1889)
- 1960 - Arthur Meighen, politico canadese (n. 1874)
- 1961 - Sidney Holland, politico neozelandese (n. 1893)
- 1962 - Gabriel Faure, poeta e scrittore francese (n. 1877)
- 1962 - Lester Fuller, regista statunitense (n. 1908)
- 1962 - Ramón Pérez de Ayala, scrittore e giornalista spagnolo (n. 1880)
- 1962 - Eugene Van Antwerp, politico statunitense (n. 1889)
- 1962 - John Willie, fotografo, illustratore e fumettista britannico (n. 1902)
- 1963 - Salvador Bacarisse, compositore spagnolo (n. 1898)
- 1963 - Giuseppe Piazzi, vescovo cattolico italiano (n. 1907)
- 1963 - Ezio Rosi, generale italiano (n. 1881)
- 1964 - Ernst Kühnel, storico dell'arte tedesco (n. 1882)
- 1964 - Moa Martinson, scrittrice svedese (n. 1890)
- 1964 - Art Ross, hockeista su ghiaccio, allenatore di hockey su ghiaccio e dirigente sportivo canadese (n. 1886)
- 1964 - Marcello Visconti di Modrone, nobile, politico e imprenditore italiano (n. 1898)
- 1965 - Leslie Reginald Cox, paleontologo e geologo britannico (n. 1897)
- 1965 - Aksel Sandemose, scrittore norvegese (n. 1899)
- 1965 - Boško Simonović, calciatore e allenatore di calcio jugoslavo (n. 1898)
- 1966 - Ezio Cortesia, ciclista su strada italiano (n. 1893)
- 1967 - György Bródy, pallanuotista ungherese (n. 1908)
- 1968 - Ottavio Baccani, dirigente sportivo, allenatore di calcio e calciatore italiano (n. 1904)
- 1968 - Luther Perkins, chitarrista statunitense (n. 1928)
- 1968 - Oskar Üpraus, calciatore estone (n. 1898)
- 1969 - Charlotte Ander, attrice tedesca (n. 1902)
- 1969 - Adolfo Federico di Meclemburgo-Schwerin, nobile (n. 1873)
- 1969 - Fortunato Zoppas, vescovo cattolico italiano (n. 1903)
- 1970 - Otto Hardwick, sassofonista statunitense (n. 1904)
- 1970 - Richard Peirse, generale e aviatore inglese (n. 1892)
- 1971 - Ber Groosjohan, calciatore olandese (n. 1897)
- 1971 - Georg Jauer, generale tedesco (n. 1896)
- 1971 - Zdzisław Kasprzak, cestista polacco (n. 1910)
- 1971 - Sergio Morgana, magistrato, politico e avvocato italiano (n. 1907)
- 1972 - Walter How, marinaio e esploratore britannico (n. 1885)
- 1972 - Fred LaCour, cestista statunitense (n. 1938)
- 1972 - Mezz Mezzrow, clarinettista, sassofonista e direttore d'orchestra statunitense (n. 1899)
- 1973 - Warren B. Duff, sceneggiatore e produttore cinematografico statunitense (n. 1904)
- 1974 - Ed Hart, calciatore statunitense (n. 1903)
- 1975 - Vladimir Georgievič Geptner, zoologo sovietico (n. 1901)
- 1975 - Marc Wright, astista statunitense (n. 1890)
- 1975 - José Marinho, filosofo portoghese (n. 1904)
- 1975 - Gustav von Wangenheim, attore e regista tedesco (n. 1895)
- 1976 - Ángela María Aieta, attivista argentina (n. 1920)
- 1976 - Adriaan Roland Holst, poeta olandese (n. 1888)
- 1978 - Dutch Clark, giocatore di football americano statunitense (n. 1906)
- 1978 - Jesse Haines, giocatore di baseball e allenatore di baseball statunitense (n. 1893)
- 1978 - Ernst Melchior, allenatore di calcio e calciatore austriaco (n. 1920)
- 1978 - Queenie Smith, attrice, cantante e ballerina statunitense (n. 1898)
- 1978 - Carlo Vidusso, pianista italiano (n. 1911)
- 1979 - Christine Böhm, attrice austriaca (n. 1954)
- 1979 - Fred Karger, compositore e musicista statunitense (n. 1916)
- 1979 - Charles Simons, calciatore belga (n. 1906)
- 1980 - Pietro Genovesi, calciatore e allenatore di calcio italiano (n. 1902)
- 1980 - Andrea Ghetti, presbitero, educatore e attivista italiano (n. 1912)
- 1980 - Joachim Hämmerling, biologo danese (n. 1901)
- 1980 - José María Puig, pallanuotista spagnolo (n. 1903)
- 1980 - Carlo Tamberlani, attore italiano (n. 1899)
- 1981 - Corradino D'Ascanio, ingegnere italiano (n. 1891)
- 1981 - Natalia Mola, pittrice italiana (n. 1893)
- 1981 - Jerzy Neyman, statistico polacco (n. 1894)
- 1982 - Dieter Borsche, attore tedesco (n. 1909)
- 1982 - John Charnley, chirurgo britannico (n. 1911)
- 1982 - Alf Flinth, calciatore norvegese (n. 1897)
- 1982 - Paolo Robotti, politico italiano (n. 1901)
- 1983 - Bart Bok, astronomo olandese (n. 1906)
- 1983 - Judy Canova, attrice statunitense (n. 1913)
- 1983 - Luigi Panarella, pittore, scultore e scenografo italiano (n. 1915)
- 1983 - Joan Robinson, economista inglese (n. 1903)
- 1984 - Richard Burton, attore britannico (n. 1925)
- 1984 - Nicola Catalano, giurista e magistrato italiano (n. 1910)
- 1984 - Rudolf Hagelstange, poeta tedesco (n. 1912)
- 1984 - Hertha Thiele, attrice tedesca (n. 1908)
- 1984 - Erich von der Heyde, agronomo tedesco (n. 1900)
- 1985 - Vincenzo Zangara, giurista e politico italiano (n. 1902)
- 1986 - Emanuel Löffler, ginnasta cecoslovacco (n. 1901)
- 1986 - Luciana Peverelli, giornalista, scrittrice e sceneggiatrice italiana (n. 1902)
- 1986 - Karl Streibel, militare tedesco (n. 1903)
- 1987 - Ėduard Gajkovič Abaljan, regista cinematografico sovietico (n. 1927)
- 1987 - Casilda Fernández de Henestrosa, nobildonna spagnola (n. 1888)
- 1987 - Anatolij Dmitrievič Papanov, attore sovietico (n. 1922)
- 1987 - Kiril Todorov, scultore bulgaro (n. 1902)
- 1988 - Colin Higgins, regista, sceneggiatore e attore australiano (n. 1941)
- 1988 - Pasquale Aniel Jannini, francesista e traduttore italiano (n. 1921)
- 1988 - Ralph Meeker, attore statunitense (n. 1920)
- 1989 - Antonino Agostino, poliziotto italiano (n. 1961)
- 1989 - Toni Breder, lunghista e dirigente sportivo tedesco (n. 1925)
- 1989 - John Larsen, tiratore a segno norvegese (n. 1913)
- 1990 - Pietro Cenini, politico italiano (n. 1903)
- 1990 - Aldo Grimaldi, regista e sceneggiatore italiano (n. 1942)
- 1991 - Paul Brown, allenatore di football americano statunitense (n. 1908)
- 1991 - Juan David García Bacca, filosofo spagnolo (n. 1901)
- 1991 - Sōichirō Honda, ingegnere e imprenditore giapponese (n. 1906)
- 1991 - Gaston Litaize, organista e compositore francese (n. 1909)
- 1991 - Evar Maran, attore italiano (n. 1924)
- 1991 - Giovanni Trapletti, calciatore italiano (n. 1939)
- 1992 - Jeff Porcaro, batterista statunitense (n. 1954)
- 1992 - Erminio Rosso, calciatore italiano (n. 1917)
- 1993 - Ermando Malinverni, calciatore italiano (n. 1919)
- 1993 - Francisco Rúa, calciatore argentino (n. 1911)
- 1993 - Willi Sturm, pallanuotista tedesco (n. 1928)
- 1993 - Eugen Suchoň, compositore slovacco (n. 1908)
- 1994 - Alain de Changy, pilota automobilistico belga (n. 1922)
- 1994 - Terry Hibbitt, calciatore inglese (n. 1947)
- 1994 - Paul Sæthrang, calciatore norvegese (n. 1918)
- 1994 - Manuel Francisco Serra, calciatore portoghese (n. 1935)
- 1995 - Massimiliano Capuzzoni, rugbista a 15 italiano (n. 1969)
- 1995 - Francesco De Virgilio, ingegnere italiano (n. 1911)
- 1996 - Claudio Barigozzi, biologo e genetista italiano (n. 1909)
- 1996 - Roman Schnur, giurista tedesco (n. 1927)
- 1997 - Sergio Cuminetti, politico e imprenditore italiano (n. 1929)
- 1998 - Arthur Ceuleers, calciatore belga (n. 1916)
- 1998 - Otto Kretschmer, ammiraglio tedesco (n. 1912)
- 1998 - Michele Stea, francescano e storico italiano (n. 1916)
- 1998 - Leo Talamonti, giornalista, scrittore e divulgatore scientifico italiano (n. 1914)
- 1998 - Todor Živkov, politico bulgaro (n. 1911)
- 1999 - James Failla, mafioso statunitense (n. 1919)
- 2000 - Ėmin Levonovič Chačaturjan, compositore e direttore d'orchestra sovietico (n. 1930)
- 2000 - Tullio Crali, pittore italiano (n. 1910)
- 2000 - Alec Guinness, attore britannico (n. 1914)
- 2000 - Edgardo Sogno, diplomatico, partigiano e politico italiano (n. 1915)

## XXI secolo(147)
- 2001 - Iskra Leonidovna Babič, regista sovietica (n. 1932)
- 2001 - Miloš Bojović, cestista, allenatore di pallacanestro e giornalista jugoslavo (n. 1938)
- 2001 - Bahne Rabe, canottiere tedesco (n. 1963)
- 2001 - Marcella Sabbatini, attrice italiana (n. 1914)
- 2002 - Francisco Coloane, scrittore cileno (n. 1910)
- 2002 - Josh Ryan Evans, attore statunitense (n. 1982)
- 2002 - František Fait, calciatore cecoslovacco (n. 1906)
- 2002 - Chick Hearn, telecronista sportivo statunitense (n. 1916)
- 2002 - Franco Lucentini, scrittore e traduttore italiano (n. 1920)
- 2003 - Bruno Caneva, saltatore con gli sci e militare italiano (n. 1912)
- 2003 - Carlo Coccioli, scrittore italiano (n. 1920)
- 2003 - Maurice Mollin, ciclista su strada belga (n. 1924)
- 2003 - Pietro Vanzi, brigatista italiano (n. 1956)
- 2004 - Uri Adelman, scrittore israeliano (n. 1958)
- 2004 - Josep Camarena Mahiques, storico spagnolo (n. 1921)
- 2004 - Raúl Conti, calciatore argentino (n. 1928)
- 2004 - Stan Dargis, cestista lituano (n. 1928)
- 2004 - Hans Kinsky von Wchinitz und Tettau, politico austriaco (n. 1937)
- 2004 - Zhou Xing-ming, astronomo cinese (n. 1965)
- 2005 - Polina Astachova, ginnasta sovietica (n. 1936)
- 2005 - Fritze Carstensen, nuotatrice danese (n. 1925)
- 2005 - Mario Cordioli, calciatore italiano (n. 1921)
- 2005 - Giuliano Fiorini, dirigente sportivo, allenatore di calcio e calciatore italiano (n. 1958)
- 2005 - Emilio Garroni, filosofo e scrittore italiano (n. 1925)
- 2005 - Raymond Klibansky, storico della filosofia tedesco (n. 1905)
- 2005 - Raul Roco, politico e avvocato filippino (n. 1941)
- 2006 - Romolo Garroni, direttore della fotografia italiano (n. 1915)
- 2006 - Aron Jakovlevič Gurevič, storico russo (n. 1924)
- 2006 - Iain Macmillan, fotografo scozzese (n. 1938)
- 2006 - Hugo Schiltz, politico e avvocato belga (n. 1927)
- 2007 - Italo Campanini, cestista italiano (n. 1930)
- 2007 - Giovanni Ferretti, calciatore italiano (n. 1940)
- 2007 - Jean-Marie Lustiger, cardinale e arcivescovo cattolico francese (n. 1926)
- 2007 - Ilija Mirčev, cestista bulgaro (n. 1934)
- 2007 - Paul Rutherford, musicista e trombonista inglese (n. 1940)
- 2008 - Neil Bartlett, chimico britannico (n. 1932)
- 2008 - Aldo Busatti, critico letterario italiano (n. 1921)
- 2008 - Eva Pflug, attrice e doppiatrice tedesca (n. 1929)
- 2008 - Nicola Rescigno, direttore d'orchestra statunitense (n. 1916)
- 2009 - Einar Eriksson, sollevatore svedese (n. 1921)
- 2009 - Baitullah Mehsud, militare afghano
- 2009 - Jordi Sabater i Pi, etologo spagnolo (n. 1922)
- 2009 - Budd Schulberg, sceneggiatore, scrittore e giornalista statunitense (n. 1914)
- 2009 - Mario Tiddia, calciatore e allenatore di calcio italiano (n. 1936)
- 2009 - Hessa bint Salman Al Khalifa, sovrana bahreinita (n. 1928)
- 2010 - Godfrey Binaisa, politico ugandese (n. 1920)
- 2010 - Roberto Ferrario, giornalista, editore e imprenditore italiano (n. 1947)
- 2010 - Vittorio Lanternari, etnologo e storico delle religioni italiano (n. 1918)
- 2010 - Ugo Macera, poliziotto e funzionario italiano (n. 1914)
- 2010 - Nicola Porcelli, cestista e allenatore di pallacanestro italiano (n. 1935)
- 2011 - Andrzej Lepper, politico polacco (n. 1954)
- 2011 - Pak Seung-zin, calciatore nordcoreano (n. 1941)
- 2011 - Francesco Quinn, attore italiano (n. 1963)
- 2012 - Alfio Balbiano, calciatore italiano (n. 1931)
- 2012 - Michel Daerden, politico belga (n. 1949)
- 2012 - Chavela Vargas, cantante costaricana (n. 1919)
- 2012 - Elio Migliaccio, calciatore italiano (n. 1966)
- 2012 - Raine Nuutinen, cestista finlandese (n. 1931)
- 2012 - Roland Charles Wagner, scrittore francese (n. 1960)
- 2013 - Osman Ali Atto, politico somalo (n. 1940)
- 2013 - Ruth Asawa, scultrice statunitense (n. 1926)
- 2013 - George Duke, pianista, tastierista e compositore statunitense (n. 1946)
- 2013 - Bruno Gennaro, hockeista su prato e allenatore di hockey su prato italiano (n. 1918)
- 2013 - Robert Häusser, fotografo tedesco (n. 1924)
- 2013 - Roy Rubin, cestista e allenatore di pallacanestro statunitense (n. 1925)
- 2013 - Vladas Zajančkauskas, militare lituano (n. 1915)
- 2014 - Eugene Aksenoff, medico giapponese (n. 1924)
- 2014 - Marilyn Burns, attrice statunitense (n. 1949)
- 2014 - Angéla Németh, giavellottista ungherese (n. 1946)
- 2015 - Tatiana Casini Morigi, montatrice italiana (n. 1929)
- 2015 - George Cole, attore inglese (n. 1925)
- 2015 - Tony Millington, calciatore gallese (n. 1943)
- 2016 - Joe Davis, calciatore scozzese (n. 1941)
- 2016 - Alphons Egli, politico svizzero (n. 1924)
- 2016 - Eleuterio Fernández Huidobro, politico, giornalista e scrittore uruguaiano (n. 1942)
- 2016 - George E. Mendenhall, storico e biblista statunitense (n. 1916)
- 2017 - Joe Cilia, allenatore di calcio e calciatore maltese (n. 1937)
- 2017 - Martin Clark, scrittore e storico britannico (n. 1938)
- 2017 - Jean-Paul Curnier, filosofo e saggista francese (n. 1951)
- 2017 - Kaj Gustafsson, cestista finlandese (n. 1928)
- 2017 - Mirella Karpati, pedagoga italiana (n. 1923)
- 2017 - Dionigi Tettamanzi, cardinale e arcivescovo cattolico italiano (n. 1934)
- 2017 - Mario Vignola, politico italiano (n. 1927)
- 2018 - Franco Gussoni, politico italiano (n. 1949)
- 2018 - Giuseppe Oberto, alpinista e esploratore italiano (n. 1923)
- 2018 - Charlotte Rae, attrice, doppiatrice e cantante statunitense (n. 1926)
- 2018 - Roy Schafer, psicoanalista e psicologo statunitense (n. 1922)
- 2018 - Koosje van Voorn, nuotatrice olandese (n. 1935)
- 2019 - Giovanni Finazzo, poliziotto, funzionario e prefetto italiano (n. 1942)
- 2019 - Josef Kadraba, calciatore cecoslovacco (n. 1933)
- 2019 - Bjorg Lambrecht, ciclista su strada belga (n. 1997)
- 2019 - John Lowey, calciatore inglese (n. 1958)
- 2019 - Toni Morrison, scrittrice statunitense (n. 1931)
- 2019 - Alberto Sironi, regista italiano (n. 1940)
- 2020 - Hawa Abdi, medico somala (n. 1947)
- 2020 - Claudine Cassereau, modella e pittrice francese (n. 1953)
- 2020 - Mario Chianese, pittore e incisore italiano (n. 1928)
- 2020 - Luigi Guastamacchia, giornalista e dirigente d'azienda italiano (n. 1938)
- 2020 - Pete Hamill, scrittore e giornalista statunitense (n. 1935)
- 2020 - Agathōnas Iakovidīs, cantante, musicista e polistrumentista greco (n. 1955)
- 2020 - Stefan Majer, cestista e allenatore di pallacanestro polacco (n. 1929)
- 2020 - Frédéric Jacques Temple, scrittore e poeta francese (n. 1921)
- 2020 - Josef Weiss, tipografo e editore svizzero (n. 1944)
- 2021 - Tonino Caputo, pittore e scenografo italiano (n. 1933)
- 2021 - Tsunehisa Itō, sceneggiatore giapponese (n. 1941)
- 2021 - Galina Korotkevič, attrice sovietica (n. 1921)
- 2021 - Roger Lenaers, gesuita e teologo belga (n. 1925)
- 2021 - Leon Litwack, storico statunitense (n. 1929)
- 2021 - Jevhen Marčuk, politico ucraino (n. 1941)
- 2021 - Gábor Novák, canoista ungherese (n. 1934)
- 2022 - Vito Annicchiarico, attore italiano (n. 1934)
- 2022 - Gianfranco Clerici, calciatore italiano (n. 1939)
- 2022 - Judith Durham, cantante australiana (n. 1943)
- 2022 - Roberto Gil, allenatore di calcio e calciatore spagnolo (n. 1938)
- 2022 - Clu Gulager, attore e regista statunitense (n. 1928)
- 2022 - Luciano Macías, calciatore ecuadoriano (n. 1935)
- 2022 - Issey Miyake, stilista giapponese (n. 1938)
- 2022 - Jô Soares, conduttore televisivo, scrittore e umorista brasiliano (n. 1938)
- 2022 - Antonio Ventre, politico e avvocato italiano (n. 1931)
- 2023 - Hélène Carrère d'Encausse, storica e politica francese (n. 1929)
- 2023 - Nermin Crnkić, calciatore bosniaco (n. 1992)
- 2023 - Franco Ferrari, grecista e traduttore italiano (n. 1946)
- 2023 - Julia Goss, soprano scozzese (n. 1946)
- 2023 - Giuseppe Montanari, fumettista e illustratore italiano (n. 1936)
- 2023 - Arthur Schmidt, montatore statunitense (n. 1937)
- 2024 - Adílio, calciatore, giocatore di calcio a 5 e allenatore di calcio brasiliano (n. 1956)
- 2024 - John Aprea, attore statunitense (n. 1941)
- 2024 - George Herd, calciatore e allenatore di calcio scozzese (n. 1936)
- 2024 - Vjačeslav Ivanov, canottiere sovietico (n. 1938)
- 2024 - Sérgio Lopes, calciatore brasiliano (n. 1941)
- 2024 - Daniel Mañó, calciatore spagnolo (n. 1932)
- 2024 - Soterio Ramírez, cestista dominicano (n. 1967)
- 2024 - Jurij Skobov, fondista sovietico (n. 1949)
- 2024 - Francesco Surdich, storico italiano (n. 1944)
- 2024 - Patti Yasutake, attrice statunitense (n. 1953)
- 2024 - Caçulinha, musicista, polistrumentista e compositore brasiliano (n. 1938)
- 2025 - Jorge Costa, calciatore, allenatore di calcio e dirigente sportivo portoghese (n. 1971)
- 2025 - Ion Iliescu, ingegnere e politico rumeno (n. 1930)
- 2025 - Ove Kindvall, calciatore svedese (n. 1943)
- 2025 - John Laband, storico e scrittore sudafricano (n. 1947)
- 2025 - Enrico Lanzi, calciatore e allenatore di calcio italiano (n. 1953)
- 2025 - Frank Mill, calciatore tedesco (n. 1958)
- 2025 - Terry Reid, cantante e chitarrista britannico (n. 1949)
- 2025 - Snyder Rini, politico salomonese (n. 1948)
- 2025 - Kjell-Erik Ståhl, maratoneta e orientista svedese (n. 1946)
- 2025 - Ofer Yaakobi, cestista israeliano (n. 1961)
- 2025 - Vladimiro Zagrebelsky, magistrato e giurista italiano (n. 1940)

## Senza anno specificato(1)
- Emidio d'Ascoli, vescovo romano (n. 273)